# Служебная марка VR
Служе́бная ма́рка VR (англ. VR official) — филателистическое название невыпущенной служебной марки, которая была отпечатана в мае 1840 года вместе с двумя первыми почтовыми марками Великобритании, предназначавшимися для предварительной оплаты почтового сбора. Известна как первая в мире служебная марка. В то время как «Чёрный пенни» и «Синий двухпенсовик» были изданы для общего пользования (равно как и конверты и секретки Малреди — Mulready envelopes and letter sheets), служебная марка VR должна была употребляться исключительно на служебных почтовых отправлениях.

## Описание
По внешнему виду служебная марка VR была точно такой же, что и «Чёрный пенни», за исключением того, что вместо звёздочек в верхних углах марки были напечатаны латинские буквы «V» и «R», благодаря которым марка получила своё название.
Расположение печатных форм этого выпуска было таким же почти во всех отношениях, что и «Чёрного пении» и «Синего двухпенсовика», отпечатанных в это же время. Единственным отличием в тексте на полях марочного листа является идентификатор печатной формы, который имел не цифровое (как у основного выпуска почтовых марок), а буквенное обозначение (см. рис.).

## История
7 мая 1840 года руководитель Главного почтового управления У. Л. Маберли (англ. William Leader Maberly) разослал всем почтмейстерам извещение, к которому была приложена пара образцов марки VR и пара «Синих двухпенсовиков». В извещении почтмейстерам поручалось обращать внимание на буквы в верхних углах марки, которая должна была:

«…наноситься на корреспонденцию государственных ведомств, а также других лиц, ранее пользовавшихся правом служебного франкирования».
Оригинальный текст (англ.)
..."applied to the correspondence of Public Departments, and other Persons formerly enjoying the privilege of Official Franking."

Таким образом, идея выпуска такой марки заключалась в том, что ею должна была оплачиваться пересылка служебной корреспонденции государственных ведомств. Однако в обращение эта марка не поступила, поскольку в то же самое время правительственные организации стали применять для этой цели конверты Малреди. Причиной тому было неприятие и высмеивание британской общественностью цельных вещей Малреди, вследствие чего было решено передать значительное их число в государственные учреждения, самым активным пользователем среди которых было налоговое ведомство.
Поскольку имеющихся запасов конвертов и секреток Малреди хватало для покрытия текущих нужд государственной и ведомственной переписки, от использования служебной марки отказались. Почти все уже напечатанные запасы были уничтожены 25 января 1843 года. Уцелел 21 марочный лист, несколько марок прошли почту (незаконно), а Роуленд Хилл использовал некоторые из них для проведения экспериментов с техникой гашения.

## Филателистическая ценность
Негашёные экземпляры этой марки в наши дни стоят свыше 5 тысяч долларов США. В 2009 году квартблок чистых марок VR в отличном состоянии был продан на лондонском аукционе Spink за 70 тысяч фунтов стерлингов.